# Base navale de Gadjievo
La base navale de Gadjievo est une base sous-marine utilisée par la Flotte du Nord de la Marine russe. Située dans la baie de Saïda, à proximité de la ville de Gadjievo, dans l'oblast de Mourmansk. Les installations de la base comprennent des ports situés à proximité de la ville Gadjievo (baie Iagelnaïa) et dans les villages de la baie d'Olenia.
La base a été créée en 1956, et a servi de port d'attache aux sous-marins à propulsion diesel de la Flotte du Nord. En 1963, des sous-marins nucléaires sont également affectés à la base de Gadjievo, y compris en 1986 le K-219. Le 21 septembre 1995, un accident nucléaire est évité de peu. Le Ministère de la Défense étant redevable d’une importante somme d’argent à la société KolEnergo, celle-ci cesse d’alimenter la base en électricité. Par la suite, le gouvernement russe contraindra le fournisseur d'électricité à reprendre l'alimentation.
En 2010, la base sous-marine de Gadjievo abritait la 24e division de sous-marins (sous-marins nucléaires du Projet 971, classe Akula), la 31e division de sous-marins (composée de SNLE du Projet 667BDRM classe Delta), appartenant à la 12e escadre de sous-marins, ainsi que la 29e brigade spéciale de sous-marins (sous-marins utilisés pour des opérations spéciales) et la 270e division de petits navires anti-sous-marins. Elle sert également de base pour le stockage du combustible nucléaire usé des sous-marins déclassés.

## Sous-marins et navires ayant pour port d'attache la base navale de Gadjievo

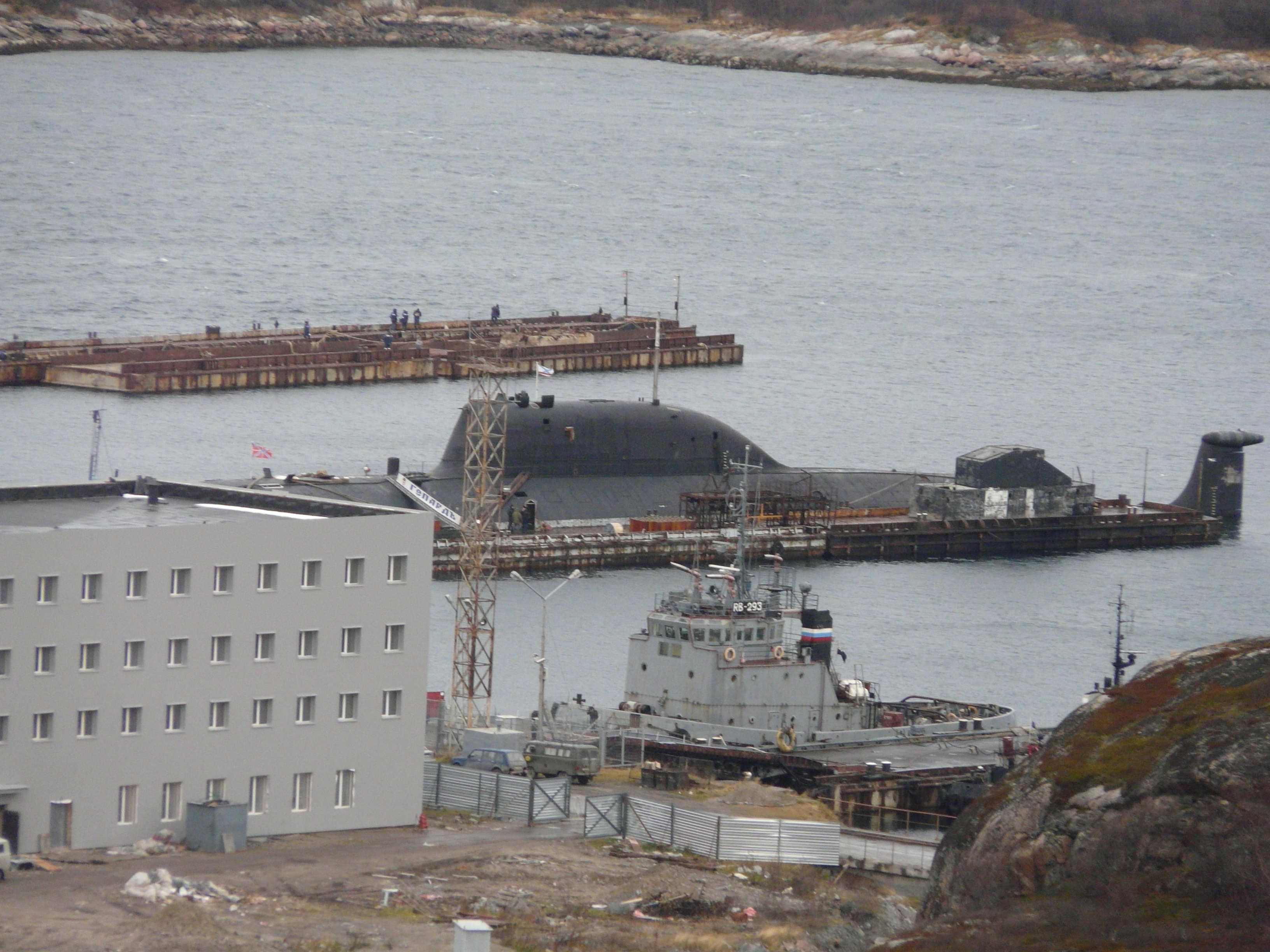
Vue de la base navale de Gadjievo

En janvier 2008, les bâtiments suivants étaient basés à Gadjievo.

### Baie d'Olenia

#### 29ebrigadeautonome de sous-marins
- AS-13, sous-marin auxiliaire ou « station nucléaire en eaux profondes » selon l’appellation russe, du Projet 1910 « Cachalot » (classe Uniform). En service dans la flotte depuis 1986[4] ;
- AS-15, sous-marin auxiliaire du Projet 1910. En service dans la flotte depuis 1991[4] ;
- AS-33 sous-marin auxiliaire du Projet 1910. En service dans la flotte depuis 1994[4] ;
- AS-21, sous-marin nucléaire à but spécial du Projet 1851. En service dans la flotte depuis 1991[4] ;
- AS-23, sous-marin nucléaire à but spécial du Projet 1851. En service dans la flotte depuis 1986[4] ;
- AS-35, sous-marin nucléaire à but spécial du Projet 1851. En service dans la flotte depuis 1995[4] ;
- AS-12, sous-marin auxiliaire ou « station nucléaire en eaux profondes » selon l’appellation russe, du Projet 10831. En service dans la flotte depuis 1997[4] ;
- KC-129 Orenbourg, sous-marin nucléaire à but spécial du Projet 09786. En service dans la flotte depuis 1981. En réparation[4].

#### 270edivisionde petits navires anti-sous-marins
- IPC-14 Montchegorsk, corvette anti sous-marine du Projet 1 124 m (classe Albatros), numéro de coque 190, en service dans la flotte depuis 1993. Inachevé[4] ;
- IPC-59 Snejnogorsk, corvette anti sous-marine du Projet 1 124 m, numéro de coque 196, en service dans la flotte depuis 1994[4] ;
- IPC-194 Brest, corvette anti sous-marine du Projet 1 124 m, numéro de coque 199, dans la flotte depuis 1988. Inachevé[4] ;
- IPC-203 Younga, corvette anti sous-marine du Projet 1 124 m, numéro de coque 113, en service dans la flotte depuis 1989[4].

### Baie Iagelnaïa
La 12e escadre de sous-marins, de la 18e (basée à Zapadnaïa Litsa), les 24e et 31e divisions de sous-marins.

#### 24edivisionde sous-marins
- K-154 Tigr, sous-marin nucléaire du Projet 971 (classe Akula selon le code OTAN). En service dans la flotte depuis 1993[4] ;
- K-157 Veprj (en), sous-marin nucléaire du Projet 971. En service dans la flotte depuis 1995[4] ;
- K-317 Pantera, sous-marin nucléaire du Projet 971. En service dans la flotte depuis 1990[4] ;
- K-328 Leopard, sous-marin nucléaire du Projet 971. En service dans la flotte depuis 1992[4] ;
- K-335 Gepard (de), sous-marin nucléaire du Projet 971. En service dans la flotte depuis 2001[4] ;
- K-461 Volk, sous-marin nucléaire du Projet 971. En service dans la flotte depuis 1991[4].

#### 31edivisiondes sous-marins
- K-496 Borissoglebsk, sous-marin nucléaire lanceur d'engins du Projet 667BDR, ou classe Delta (code OTAN). En service dans la flotte depuis 1977. Lors de la cession.
- K-18 Karelia, sous-marin nucléaire lanceur d'engins du Projet 667BDRM. En service dans la flotte depuis 1989[4] ;
- K-51 Verkhotourié , sous-marin nucléaire lanceur d'engins du Projet 667BDRM. En service dans la flotte depuis 1984[4] ;
- K-84 Iekaterinbourg, sous-marin nucléaire lanceur d'engins du Projet 667BDRM. En service dans la flotte depuis 1985. En réparation[4] ;
- K-114 Toula, sous-marin nucléaire lanceur d'engins du Projet 667BDRM. En service dans la flotte depuis 1987[4] ;
- K-117 Briansk, sous-marin nucléaire lanceur d'engins du Projet 667BDRM. En service dans la flotte depuis 1988[4] ;
- K-407 Novomoskovsk, sous-marin nucléaire lanceur d'engins du Projet 667BDRM. En service dans la flotte depuis 1990 ;
- K-535 Iouri Dolgorouki, sous-marin nucléaire lanceur d'engins de la classe Boreï (Projet 955). En service dans la flotte depuis 2013.